# Guitar Club
Guitar Club è una rivista musicale mensile con sede a Milano.
La rivista, fondata nel 1984, è una delle prime in Italia specializzate esclusivamente nel mondo della chitarra e del basso.
Guitar Club è edito da “Il Volo Editore”.

## Contenuto
La rivista offre numerosi servizi, ogni edizione contiene infatti un’intervista inedita alla quale seguono numerosi articoli riguardanti gruppi musicali o singoli artisti.
A circa metà rivista sono anche presenti diversi esercizi di pratica per il miglioramento della tecnica sulla chitarra e per lo sviluppo delle capacità musicali. Infine è anche presente una sezione dedicata all’acquisto degli strumenti, ciascuno commentato ed analizzato approfonditamente e compreso di una guida all’acquisto per il lettore.

## Firme della rivista
Tra le numerose personalità che hanno scritto per la rivista spiccano:
- Antonio Tarantino
- Alberto Radius
- Fabrizio Frigeni
- Pietro Nobile
- Franco Morone

## Interviste e classifiche
La rivista è molto nota anche per le numerose interviste che propone, tra le più importanti si ricordano quella con Carlos Santana (ottobre 1989), quella con Jeff Beck (settembre 1990) e numerose altre.
Un altro tratto distintivo di Guitar Club sono le classifiche, indicate spesso come le più affidabili e coerenti nel mondo del giornalismo musicale.

## Drum Club
Drum Club è una rivista nata nel 1987 come accostamento a Guitar Club, ma con la differenza che la prima è specializzata nel mondo delle percussioni e della batteria.
La rivista ha una struttura simile a quella di Guitar Club. Anch’essa è edita da “Il Volo Editore”.